# Höjdhoppar'n
Höjdhoppar'n är en svensk komedifilm av Lars Molin från 1981.

## Handling
En förståndshandikappad man är mycket duktig på höjdhopp, men han lär sig aldrig modernt höjdhopp. Han klarar världsrekordhöjden trots att han "saxar". Mannen går under öknamnet "Pinnen" av anatomiska skäl.

## Rollista i urval
- Asko Sarkola – Erik Engman, "Pinnen"
- Tomas Norström – Rickard
- Staffan Hallerstam – Kenneth
- Bertil Norström – Bertil Näslund
- Carl Billquist – Kalle
- Anders Åberg – Eskil
- Anders Nyström – Göran
- Meta Velander – Doris
- Börje Ahlstedt – Börje, brottare
- Michael Kallaanvaara – Mikke, brottare
- Torsten Lilliecrona – doktor